# 雅克·莫雷尔
雅克·莫雷尔（法語：Jacques Morel，1935年9月22日—），法国男子赛艇运动员。他曾代表法国参加1960年和1964年夏季奥林匹克运动会赛艇比赛，两届比赛各获得一枚银牌。